# شهرستان کلینتون (اوهایو)
شهرستان کلینتن، اوهایو (به انگلیسی: Clinton County, Ohio) یک سکونتگاه مسکونی در ایالات متحده آمریکا است که در اوهایو واقع شده‌است.